# Dangerous People
Pour plus de détails, voir Fiche technique et Distribution.
Dangerous People (Good People) ou Honnêtes Citoyens au Québec est un film thriller multinational réalisé par Henrik Ruben Genz, sorti en 2014.

## Synopsis
Tom et Anna Wright sont un couple américain qui vit à Londres depuis quelques années. Anna est institutrice dans une école de banlieue et Tom est un architecte au chômage qui fait des petits boulots de constructions avec son associé Mike. Le couple a de graves problèmes financiers, à cause notamment de la maison dont Tom a hérité de sa grand-mère. Un soir, Tom découvre le cadavre de leur locataire du sous-sol, mort d'une overdose depuis quelques jours.
En débarrassant les lieux, Tom découvre, caché dans le plafond, un sac contenant deux cent vingt mille livres sterling. Le couple prend alors la décision de garder l'argent, sans savoir que deux dangereux gangsters et un important trafiquant de drogue français sont à la recherche de l'argent et d'une valise contenant une nouvelle drogue.

## Fiche technique
Sauf indication contraire, les informations mentionnées dans cette section peuvent être confirmées par la base de données cinématographiques IMDb,  présente dans la section « Liens externes ».
- Titre original : Good People
- Titre français pour la sortie en vidéo : Dangerous People
- Réalisation : Henrik Ruben Genz
- Scénario : Kelly Masterson, d'après le roman Des gens bien (Good People) de Marcus Sakey
- Décors : Kave Quinn
- Direction artistique : Tim Blake et Mark Raggett
- Costumes : Keith Madden
- Photographie : Jorgen Johansson
- Montage : Paul Tothill
- Musique : Neil Davidge
- Production : Ed Cathell III, Benjamin Forkner, Thomas Gammeltoft, Eric Kranzler, Avi Lerner et Tobey Maguire
- Sociétés de production : Film 360, Maguire Entertainment, Material Pictures, Millennium Films, Eyeworks Fine & Mellow, Film i Väst et Filmgate Films
- Sociétés de distribution : Millennium Films (États-Unis), VVS Films (Canada), Metropolitan Filmexport (France)
- Pays d’origine :  États-Unis,  Royaume-Uni,  Danemark,  Suède
- Langue originale : anglais
- Genre : thriller
- Durée : 90 minutes
- Dates de sortie[1] : 
  - États-Unis : 26 septembre 2014
  - Belgique : 26 novembre 2014
  - France : 9 novembre 2015[2] (directement en vidéo)

## Distribution
- James Franco (VF : Philippe Valmont ; VQ : Martin Watier) : Tom Wright
- Kate Hudson (VF : Déborah Perret ; VQ : Camille Cyr-Desmarais) : Anna Wright
- Omar Sy (VF : lui-même ; VQ : Martin Desgagné) : Khan
- Tom Wilkinson (VF : Jean-Yves Chatelais ; VQ : Sylvain Hétu) : D. I. Halden
- Anna Friel : Sarah
- Sam Spruell (VF : Gérard Darier ; VQ : Thiéry Dubé) : Jack Witkowski
- Diarmaid Murtagh (VF : Sam Salhi) : Marshall
- Michael Jibson : Mike Calloway
- Diana Hardcastle : Marie Halden
- Oliver Dimsdale (VF : Jérémy Prévost) : Supt Ray Martin